# دييغو لانديس
دييغو لانديس هو لاعب كرة قدم برازيلي في مركز الدفاع، ولد في 3 مايو 1998 في Paranavaí ‏ في البرازيل. لعب مع نادي ساو باولو.